# 가메라
가메라(일본어: ガメラ)는 다이에이 (현 KADOKAWA)가 1965년에 공개한 특촬 영화 "대괴수 가메라"에 등장하는 가상의 괴수의 명칭이다.
"대괴수 가메라" 이후에도 속편, 그리고 가메라가 등장하는 영화 작품이 지속적으로 제작되고 있으며, 이들 전체 작품을 총칭하여 가메라 시리즈라고 부른다.

## 같이 보기
- 용가리